# Fools Garden
Fools Garden és una banda de rock alternatiu provinent de Pforzheim, Alemanya. Va ser creada l'any 1991 per Peter Freudenthaler (el cantant principal) i Volker Hinkel (un dels guitarres) sota el nom de Fool's Garden. L'agrupació musical es completava amb Thomas Mangold al baix, Roland Röhl als teclats i amb Ralf Wochele a la bateria.
L'any 1995 van llançar un disc anomenat Dish of the Day, que aconseguí un èxit massiu tant a Europa com Àsia amb el senzill Lemon Tree.
L'any 1997 surt el disc Go and ask Peggy for the principal thing, el qual conté, una cover de The Beatles, com ja havien fet anteriorment, tot i que aquesta vegada, del tema Martha My Dear. L'any 2000 surt al mercat el disc For Sale, seguit per 25 Miles to Kissimmee l'any 2003, que seria l'últim àlbum editat amb tots els membres originals de la banda.
Després dels exitosos llançaments, Thomas Mangold, Roland Röhl i Ralf Wochele abandonen el grup. Seran reemplaçats per Dirk Blümlein, Claus Müller i Gabriel Holz (qui a l'any 2007 també acaba abandonant el grup). A partir d'aquests canvis, la banda abandona l'apòstrof del nom i passa a dir-se simplement Fools Garden.
El primer disc del nou grup es va anomenar Ready for the real life, i va ser editat al llarg de l'any 2005. Per a molts crítics i fanàtics és considerat el millor àlbum de la banda. Finalment, l'any 2009 editen un àlbum recopilatori dels seus millors temes, anomenat High times - The best of Fools Garden, que també incloïa un tema inèdit.
L'octubre del 2012 es publicà un nou àlbum, anomenat Who Is Jo King?. L'any 2015, la banda va publicar el disc Flashback, que contenia versions de cançons populars de les dècades dels 80 i els 90 (com Ordinary World, Sailing on the Seven Seas i Enjoy the Silence, entre d'altres) a més d'una regravació del seu major èxit, rebatejat "Lemon Tree (2.0 Version)", entre algunes cançons pròpies més.
La banda ha pres el costum de fer versions de clàssics del Rock & Roll durant les seves presentacions en viu (com per exemple, Ticket to Ride de The Beatles, o My Generation de The Who).

## Discografia

### Àlbums
- 1991: Fool's Garden
- 1993: Once In A Blue Moon
- 1995: Dish of the Day
- 1997: Go And Ask Peggy For The Principal Thing
- 2000: For Sale
- 2003: 25 Miles To Kissimmee
- 2005: Ready For The Real Life
- 2009: High times - The best of Fools Garden
- 2012: Who Is Jo King?
- 2018: Rise and Fall

### Compilacions
- 2009: High Times – The Best of Fools Garden

### Senzills
- "Tell Me Who I Am / Careless Games" (1991)
- "Spirit '91 / Once in a Blue Moon" (1992)
- "Wild Days (1st edition)" (1994)
- "Lemon Tree" (1995)
- "Wild Days" (1996)
- "Pieces" (1996)
- "Why Did She Go?" (1997)
- "Probably" (1997)
- "Rainy Day" (1998)
- "Suzy" (2000)
- "It Can Happen" (2000)
- "Happy (Special Tour Edition)" (2000)
- "In The Name" (2001)
- "Dreaming" (2001)
- "Closer" (2003)
- "Dreaming (2004 version)" (2004)
- "Man Of Devotion" (2005)
- "Does Anybody Know?" (2005)
- "Cold (Italian promo)" (2005)
- "I Got A Ticket" (2006)
- “Save the world tomorrow” (2018)

## Membres

### Membres actuals[Quan?]
- Peter Freudenthaler - Veu (1991–Present)
- Volker Hinkel - Guitarra (1991–Present)
- Dirk Blümlein - Baix (2003–Present)
- Claus Müller - Bateria (2003–Present)

### Membres anteriors
- Thomas Mangold - Baix (1991–2003)
- Roland Röhl - Teclats (1991–2003)
- Ralf Wochele - Bateria (1991-2003)
- Gabriel Holz - 2a guitarra (2003–2007)